# Maculinea naryoniensis
Maculinea naryoniensis är en fjärilsart som beskrevs av Beuret 1938. Maculinea naryoniensis ingår i släktet Maculinea och familjen juvelvingar. Inga underarter finns listade i Catalogue of Life.